# Nicholas Hytner
Sir Nicholas Robert Hytner, född 7 maj 1956 i Didsbury, Manchester är en brittisk teater- och filmregissör.

## Utmärkelser
Hytner har bland annat vunnit två Tony Awards för sin regi.

## Filmografi i urval
- 1995 – Den galne kung George
- 1996 – Häxjakten
- 1998 – Mannen i mitt liv
- 2000 – Center Stage
- 2015 – The Lady in the Van
- 2025 – The Choral